# Hotel Stadt Rom (Leipzig)

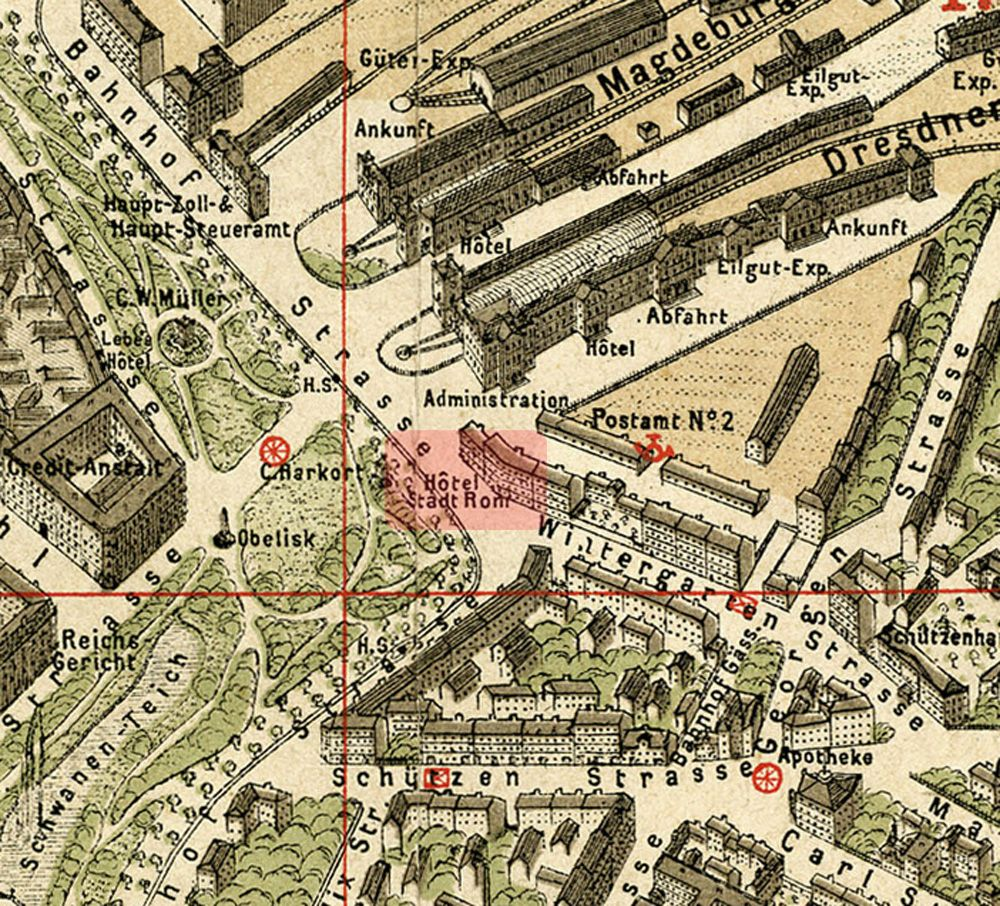
Lage des ersten Hôtels Stadt Rom auf einem Plan von 1881

Hotel Stadt Rom war der Name zweier Häuser in Leipzig in der Nähe des heutigen Hauptbahnhofs, die zeitlich unterschiedlichen Bauepochen angehörten und an zwei verschiedenen Standorten existierten. Von beiden Häusern ist nichts mehr erhalten.

## Lage und Geschichte

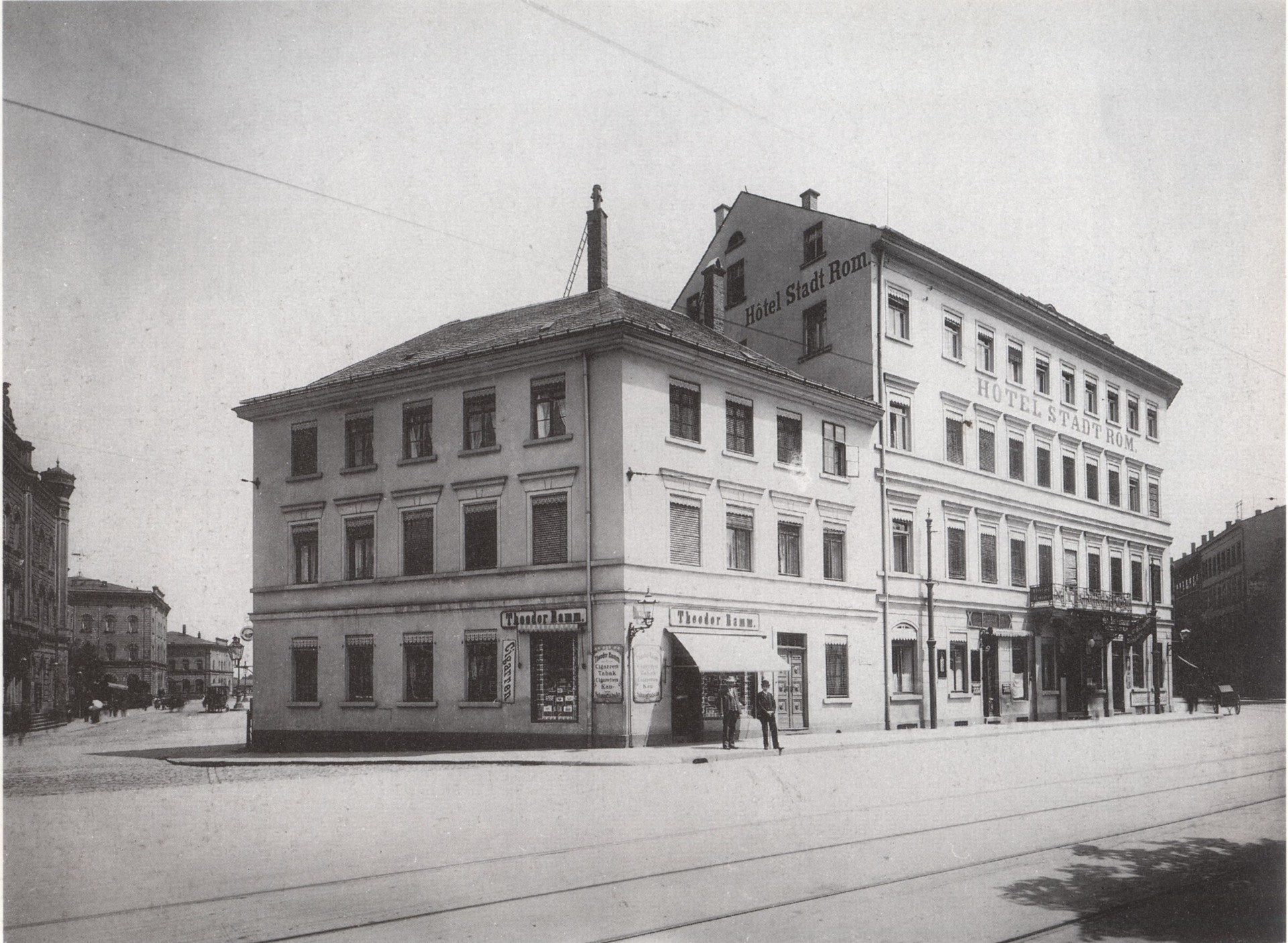
Das erste Hôtel Stadt Rom an der Bahnhofstraße kurz vor dem Abriss (1905)

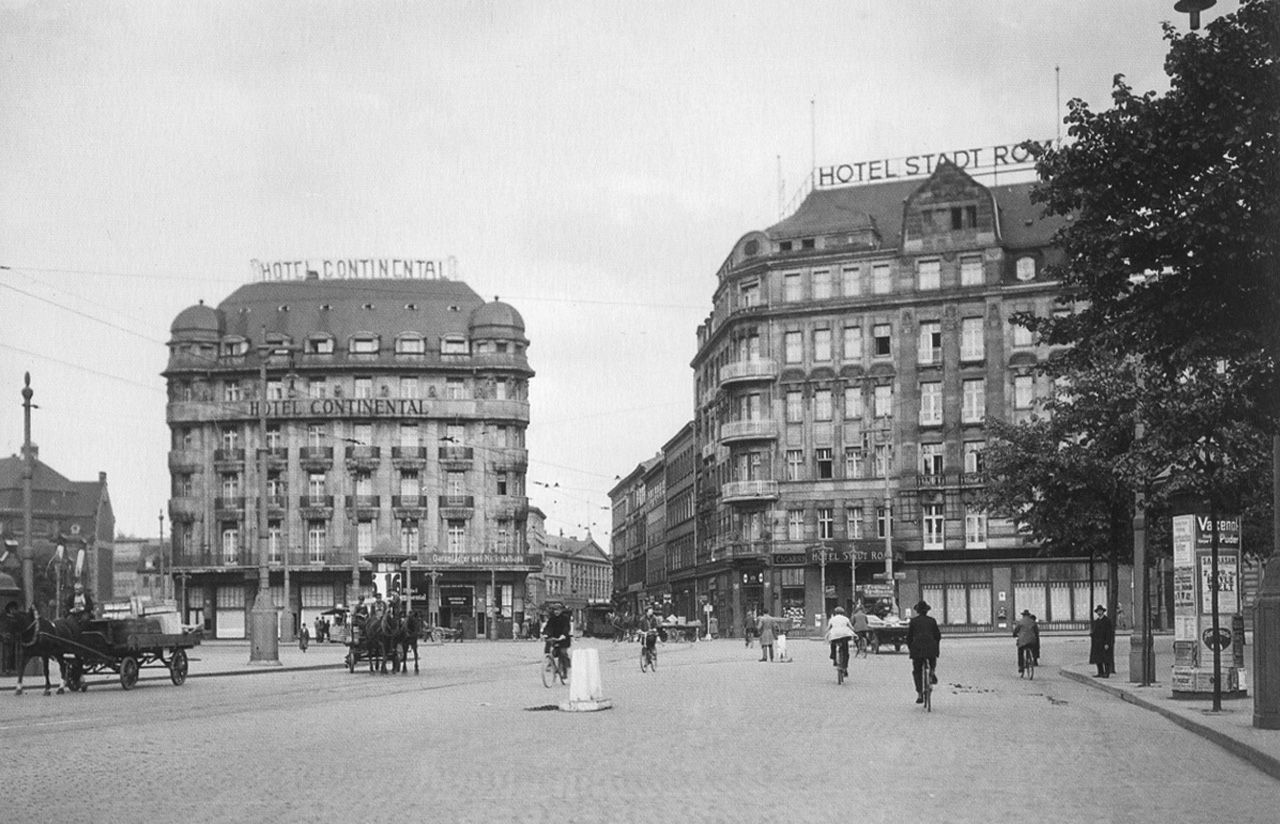
Das zweite Hotel Stadt Rom (rechts) an der Wintergartenstraße (1925)

Das erste Haus mit dem Namen Hôtel Stadt Rom befand sich gegenüber dem damaligen Dresdner Bahnhof und hatte als Adresse die Bahnhofstraße Nr. 13. Das 1839 eröffnete Hotel war ein klassizistischer Bau auf dem Gelände des ehemaligen „Wintergartens“, der vom Hofgärtner Christian August Breiter (1776–1840) angelegt worden war. Im 19. Jahrhundert war es das erste Haus am Platz, in dem vor allem Fernreisende per Bahn abstiegen. Zu seinen Gästen zählte u. a. der Komponist Anton Bruckner (1824–1896).
Anfang des 20. Jahrhunderts stand der erste Hotelbau der weiteren Erweiterung der Ostvorstadt und vor allem den Plänen zur Anlage des neuen Hauptbahnhofs mit neuer Straßenführung an seiner Ostseite im Wege. Er wurde abgerissen und das neue Hotelgebäude am Georgiring 12/Wintergartenstraße 2 erbaut. Es befand sich nunmehr auf der anderen Seite der Wintergartenstraße und etwa 100 Meter vom alten Hotelbau entfernt. Die Pläne stammten vom Leipziger Architekten Ernst Steinkopf. Es hieß zunächst Grand Hôtel de Rome, erhielt aber während des Ersten Weltkriegs wegen der damals allgemein verbreiteten Frankophobie den alten (deutschen) Namen zurück. Das historistische Bauwerk wurde im Zweiten Weltkrieg bei den Luftangriffen auf Leipzig, die als Ziel hauptsächlich den Hauptbahnhof treffen sollten, beschädigt. Notdürftig repariert, lief der Betrieb in zwei Etagen weiter, bis es 1969 schließlich abgerissen wurde, um Baufreiheit für die Errichtung des Wintergartenhochhauses zu schaffen.
Seit 2015 steht am früheren Standort des Hotels und anstelle der Gewerbeanbauten am Fuß des Wintergartenhochhauses, die 2004 bei dessen Sanierung abgebrochen wurden, das neue LWB-Gebäude, Wintergartenstraße 4.